# Solanum wallacei
Solanum wallacei là loài thực vật có hoa trong họ Cà. Loài này được (A. Gray) Parish miêu tả khoa học đầu tiên năm 1901.